# La Pirámide (Alicante)
El Edificio Montreal, conocido popularmente como "La Pirámide", es un edificio de la ciudad de Alicante (España). Situado en el barrio de El Pla del Bon Repòs, junto a la avenida de Denia, destaca por su forma triangular y su estilo arquitectónico brutalista.

## Historia y diseño
El edificio fue diseñado por el arquitecto eldense Alfonso Navarro Guzmán en 1968. En lugar de optar por dos torres paralelas, como era común en la época, Navarro concibió una estructura con forma de vela que permitió maximizar el número de viviendas, pasando de las 100 inicialmente previstas a 180. Esta configuración ofrecía ventajas como vistas despejadas al mar y una mejor ventilación cruzada para los residentes.

## Controversia y recepción
A pesar de sus innovaciones funcionales, el Edificio Montreal ha sido objeto de controversia debido a su estética. En 2021, fue catalogado como "el edificio más feo de España" por los usuarios del foro Forocoches, generando debates sobre su valor arquitectónico. Sin embargo, expertos como el arquitecto y divulgador Pedro Torrijos han defendido su diseño, argumentando que su forma triangular proporciona beneficios prácticos y que las críticas se deben más a su singularidad que a defectos reales en su concepción.

## Características
Originalmente, Navarro planeó que la fachada del edificio fuera de vidrio templado para reflejar el mar, pero restricciones presupuestarias llevaron a utilizar materiales más convencionales. A pesar de las opiniones divididas, el Edificio Montreal sigue siendo una pieza destacada de la arquitectura alicantina, representando una época de experimentación y crecimiento urbano en la ciudad.